# Amoco Cadiz
Amoco Cadiz var en supertanker (VLCC) som, efter att ha grundstött vid Portsall den 16 mars 1978, tre sjömil utanför Bretagnes kust, klövs i två delar. Olyckan resulterade i det femte största oljeutsläppet genom tiderna. Bretagnes kust drabbades hårt. Närmare 230 000 ton olja förorenade den franska kusten och över 60 kilometer.

## Historia
Amoco Cadiz byggdes vid det spanska varvet Astilleros Españoles SA i Cadiz och levereades till det amerikanska företaget Amoco i juni 1975. I början av februari 1978 lastade hon olja i Ras Tanura i Saudiarabien och Kharg i Iran, och lämnade Persiska viken den 7 februari med destination Rotterdam via Lyme Bay sydväst om London. Det var vanligt att supertankers lossade halva lasten innan de gick in i Nordsjön för att minska djupgåendet. Godahoppsudden passerades den 28 februari och Ouessant, Frankrikes västligaste ö den 14 mars och mötte hård storm i Engelska kanalen. Kl 09:16 havererade styranläggningen och kapten Pasquale Bandari hissade signalflaggan "Not under Command". Men det dröjde till 11:20 innan kaptenen begärde assistans. 13:30 Började den första bogserbåten arbeta men tre timmar senare brast bogserkabeln. Flera försök gjordes, men Amoco Cadiz drev ner mot bretanska kusten. Stormen övergår till orkan med 8 meters höga vågor. 21:00 och grundstötte tankern utanför ön Ouessant, maskinrummet vattenfyldes och elström och radio slås ut. En av bogserbåtarna begärde ut helikopter för att rädda besättningen. Vid midnatt hissas 42 man upp i helikopter. Kapten och andrestyrman kunde räddas fem timmar senare. Stormen fortsatte och kl 10:00 den 17 mars bröts skrovet i två delar och 227 000 tjockolja flöt ut i havet och förorenade 300 kilometer kust.

## Galleri

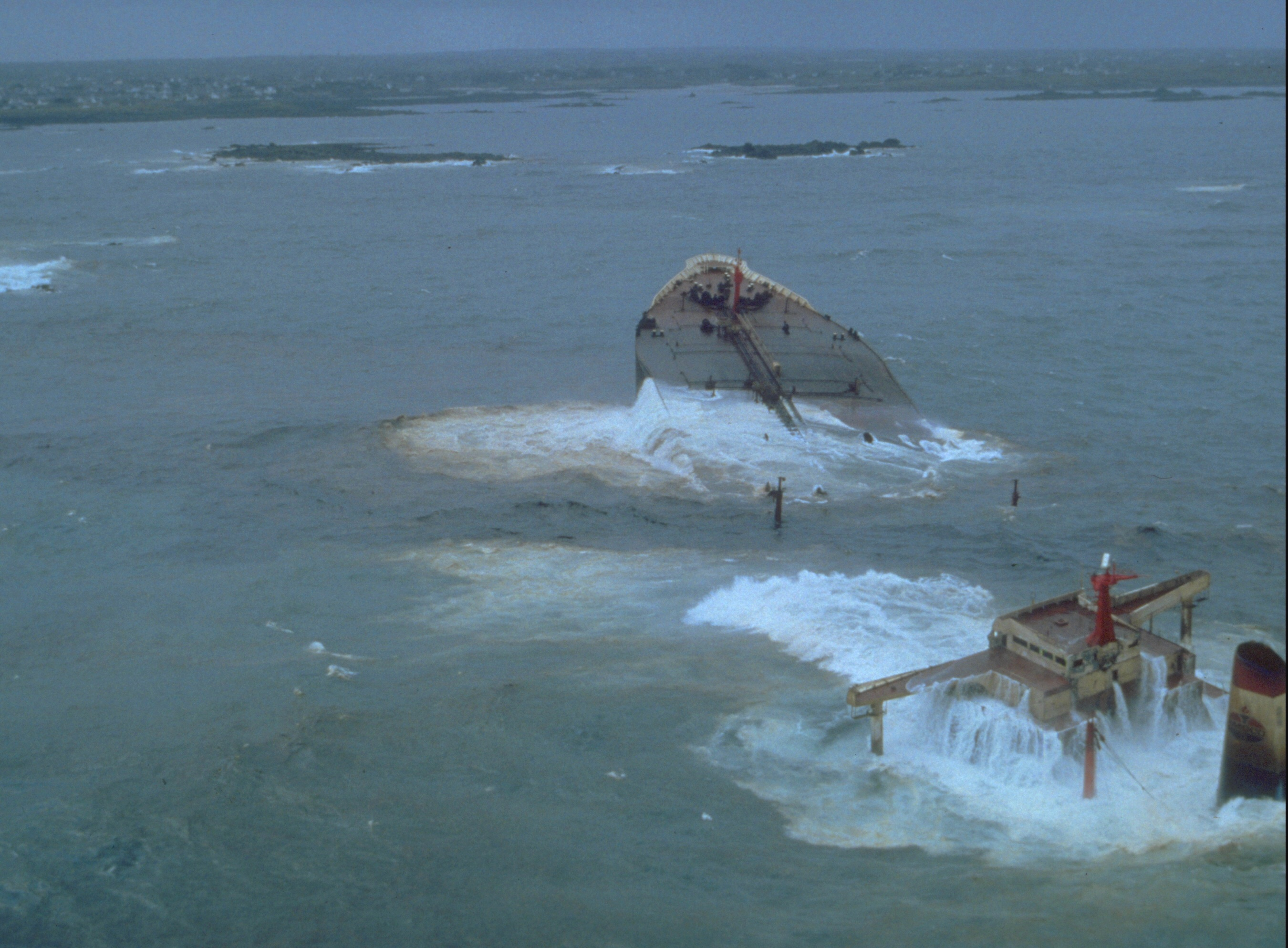
Amoco Cadiz förlist
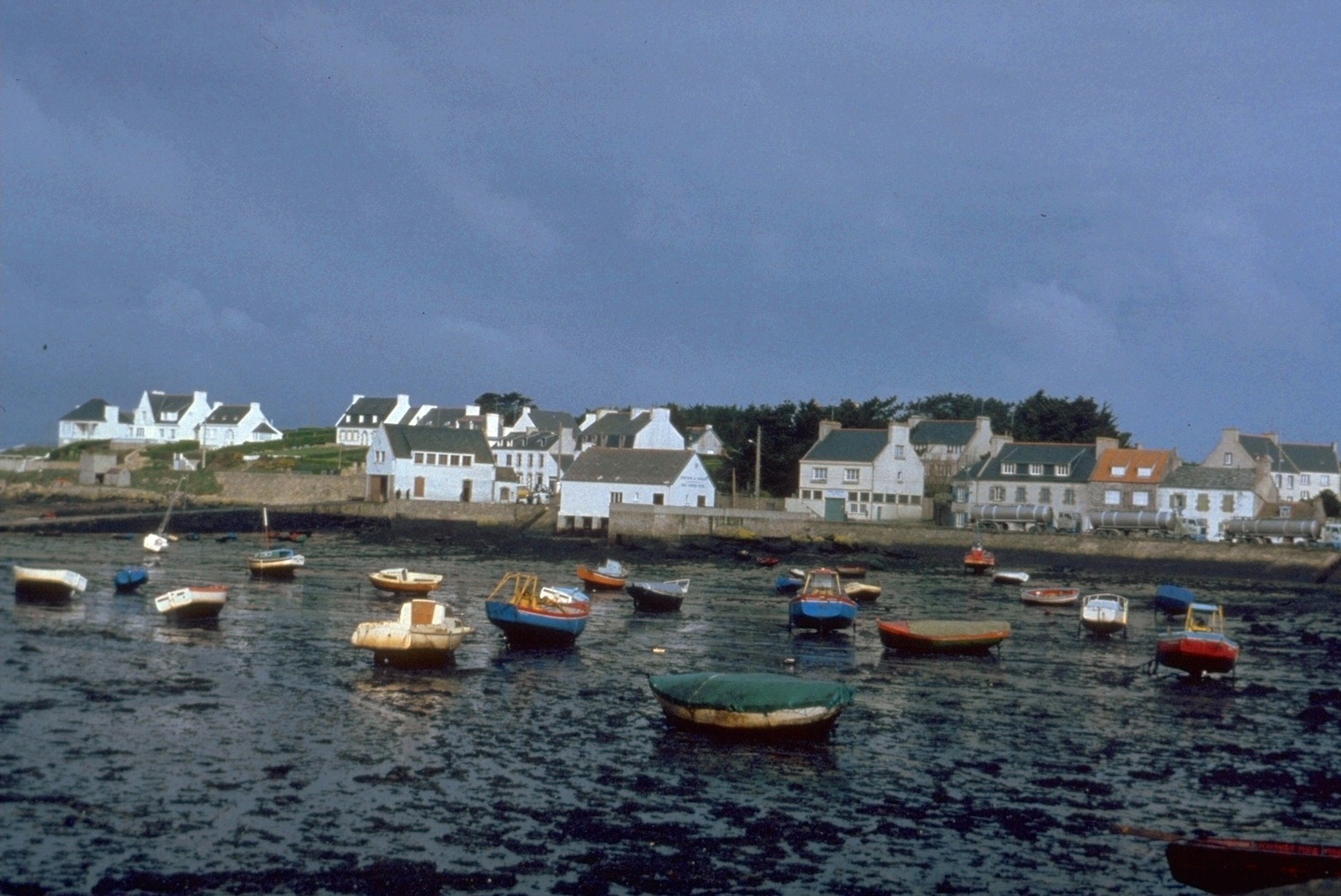
Oljeförorening längs kusten, mars 1978
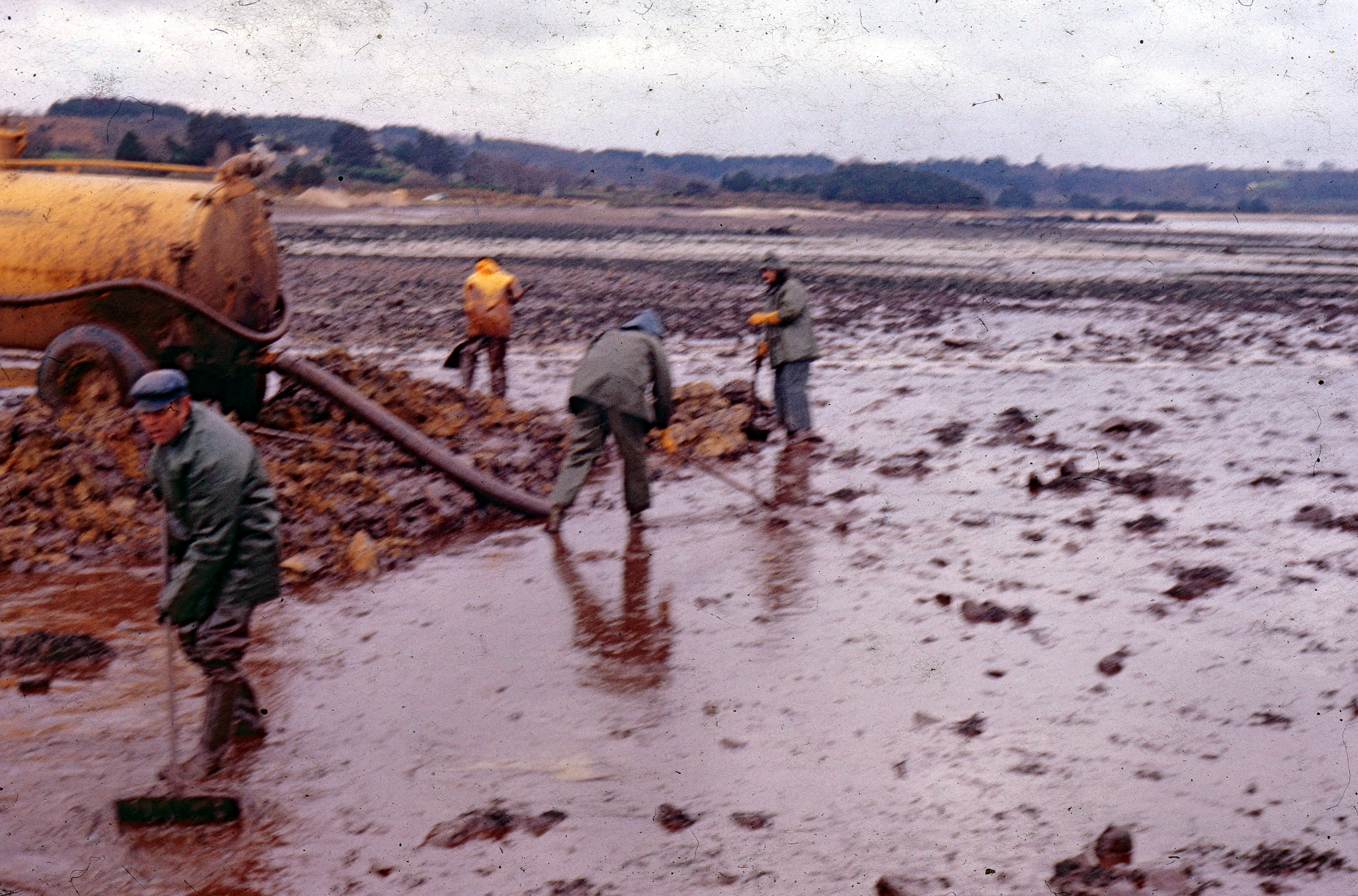
Rengöring av en av stränderna i Plougrescant